# 电磁学
电磁学（英語：electromagnetism）是研究电磁力（電荷粒子之间的一种物理性相互作用） 的物理学的一个分支。电磁力通常表现为电磁场，如電場、磁場和光。电磁力是自然界中四种基本相互作用之一。其它三种基本相互作用是强相互作用、弱相互作用、引力。電學與磁學領域密切相關。電磁學可以廣義地包含電學和磁學，但狹義來說是探討電與磁彼此之間相互關係的一門學科。

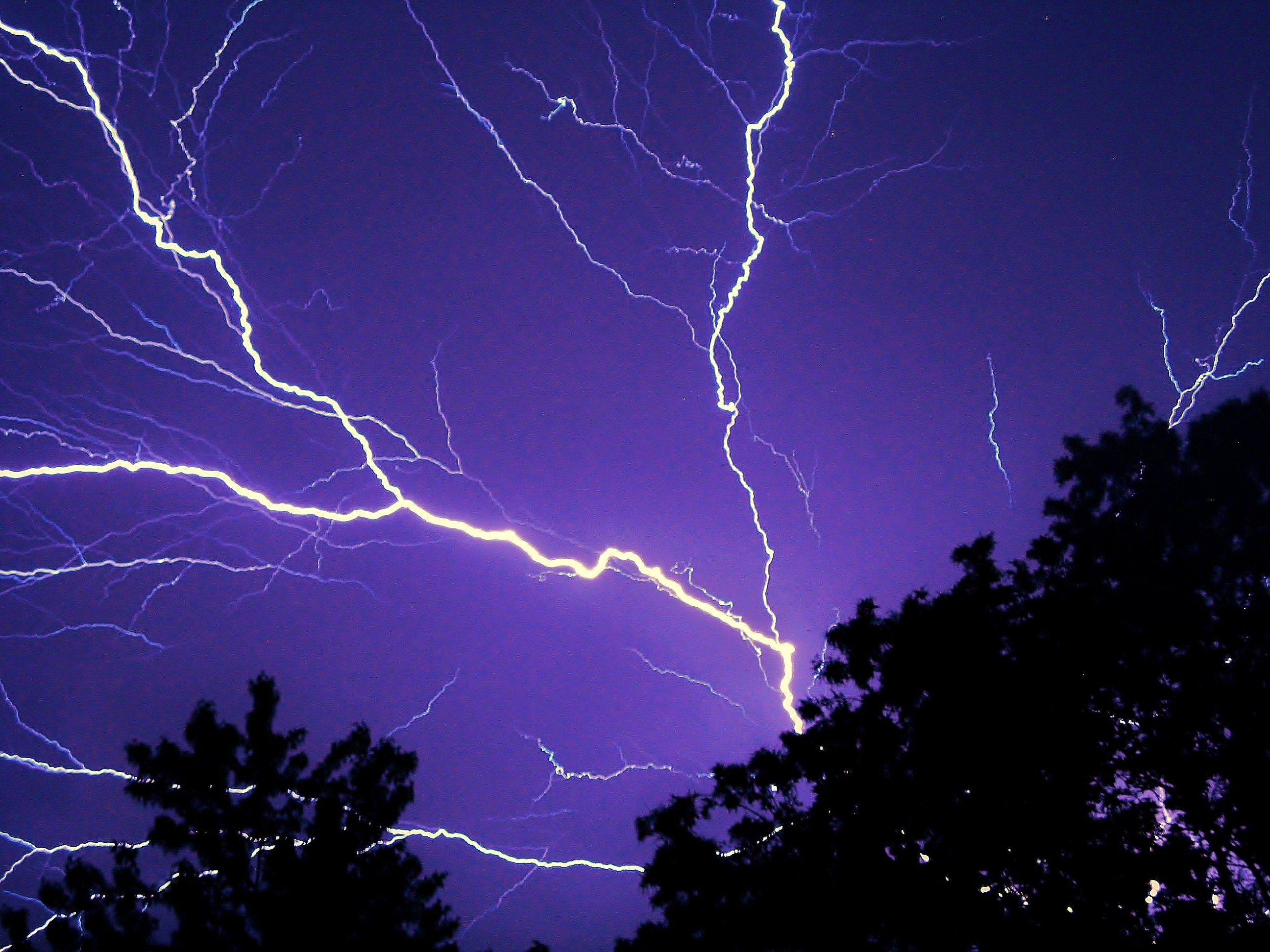
闪电是一种在两个带电区域之间传播的静电放电现象。

圓偏振的電磁波輻射中，電場向量隨時間的變化示意動畫

英文单词是两个希腊语词汇（“琥珀”）和（源自""，意思是“镁石”，一种铁矿）的合成词。研究电磁现象的科学是用电磁力定义的，有时称作洛伦兹力，是既含有電也含有磁的现象。
电磁力在决定日常生活中大多数物体的内部性质中发挥着主要作用。常见物体的电磁力表现在物体中单个分子之间的分子间作用力中。电子被电磁力束缚在原子核周围形成原子，而原子之间则因电磁力形成化学键，进而构成分子。化学反应是由分子之间临近原子的电子之间发生的相互作用而产生，这也可由电磁力来解释。
电磁场有很多种数学描述。在经典电磁学中，电场用欧姆定律中的電勢与电流描述，磁場与电磁感应和磁化强度相关，而馬克士威方程組描述了由电场和磁场自身以及电荷和电流引起的电场和磁场的产生和交替。
电磁学理论意义，特别是基于“媒介”中的传播的性质（磁导率和电容率）确立的光速，推动了1905年阿尔伯特·爱因斯坦的狭义相对论的发展。
虽然电磁力被认为是四大基本作用力之一，在高能量中弱力和电磁力是统一的。在宇宙的历史中的夸克時期，电弱力分割成电磁力和弱力。

## 电磁学与相对论
電磁學的基本方程式為麦克斯韦方程组，此方程組在經典力學的相對運動轉換（伽利略变换）下形式會變，在伽利略變換下，光速在不同慣性座標下會不同。保持麦克斯韦方程组形式不變的變換為洛伦兹变换，在此變換下，不同慣性座標下光速恆定。
二十世紀初迈克耳孙-莫雷实验支持光速不變，光速不變亦成為愛因斯坦的狹義相對論的基石。取而代之，洛伦兹变换亦成為較伽利略变换更精密的慣性座標轉換方式。

## 歷史

### 历史背景
静电和静磁现象很早就被人类发现，由于摩擦起电现象，英文中“电”的语源来自希臘。
远在公元前2750年，古埃及人就已经知道发电鱼（electric fish）会发出电击。这些鱼被称为“尼罗河的雷使者”，是所有其它鱼的保护者。大约两千五百年之后，希腊人、罗马人，阿拉伯自然学者和阿拉伯医学者，才又出现关于发电鱼的记载。古代罗马医生也在他的大作中，建议患有像痛风或头疼一类病痛的病人，去触摸电鳐，也许强力的电击会治愈他们的疾病。阿拉伯人可能是最先了解闪电本质的族群。他们也可能比其它族群都先认出电的其它来源。早于15世纪以前，阿拉伯人就创建了“闪电”的阿拉伯字，并将这字用来称呼电鳐。
在古希腊及地中海区域的古老文化裏，很早就有文字记载，将琥珀棒与猫毛摩擦后，会吸引羽毛一类的物质。西元前600年左右，古希腊的哲学家泰勒斯（Thales，西元前640-西元前546）做了一系列关于静电的观察。从这些观察中，他认为摩擦使琥珀变得磁性化。这与矿石像磁铁矿的性质迥然不同；磁铁矿天然地具有磁性[4][8]。泰勒斯的见解并不正确。但后来，科学会证实磁与电之间的密切关系。

### 近代研究
1600年英國醫生威廉·吉尔伯特發表了《論磁、磁飽和地球作為一個巨大的磁體》（Demagnete，magneticisque corporibus et de magnomagnete tellure）。他總結了前人對磁的研究，周密地討論了地磁的性質，記載了大量實驗，使磁學從經驗轉變為科學。書中他也記載了電學方面的研究。然而真正对电磁现象的系统研究则要等到十七世纪以后，并且静电学的研究要晚于静磁学，这是由于难以找到一个能产生稳定静电场的方法，这种情况一直到1660年摩擦起电机发明後才開始改變。十八世纪以前，人们一直采用这类摩擦起电机来产生研究静电场，代表人物如本杰明·富兰克林，人们在这一时期主要了解到了静电力的同性相斥、异性相吸的特性、静电感应现象以及电荷守恒原理。

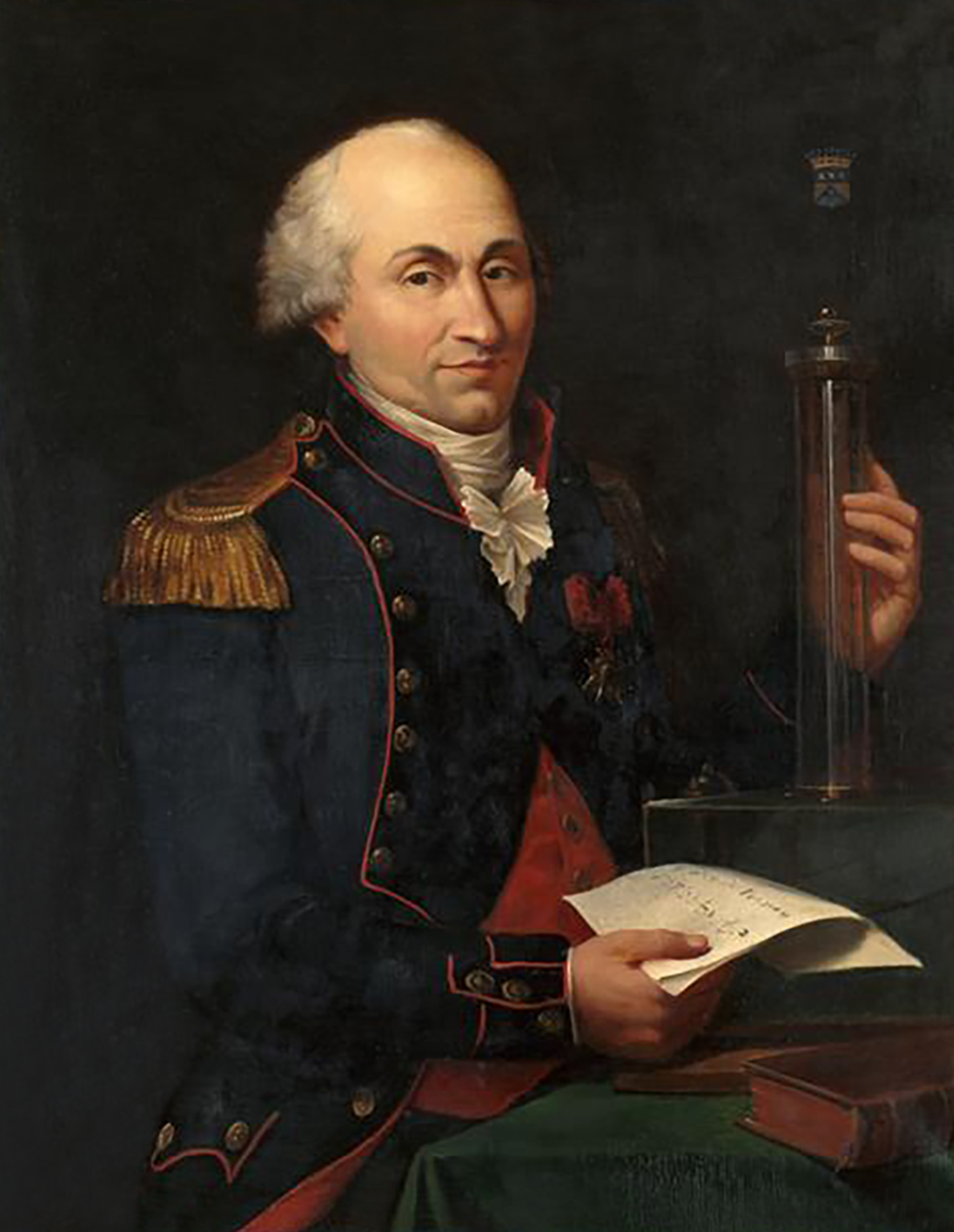
夏尔·奥古斯丁·库仑

### 静电学和库仑定律
库仑定律是静电学中的基本定律，其主要描述了静电力与电荷电量成正比，与距离的平方反比关系。人们曾将静电力与在当时已享有盛誉的万有引力定律做类比，发现彼此在理论和实验上都有很多相似之处，包括实验观测到带电球壳内部的球体不会带电，这和有质量的球壳内部物体不会受到引力作用（由牛顿在理论上证明，是平方反比力的一个特征）的情形类似。其间苏格兰物理学家约翰·罗比逊（1759年）和英国物理学家亨利·卡文迪什（1773年）等人都进行过实验验证了静电力的平方反比律，然而他们的实验却迟迟不为人知。法国物理学家夏尔·奥古斯丁·库仑於1784年至1785年间进行了他著名的扭秤实验，其实验的主要目的就是为了证实静电力的平方反比律，因为他认为“假说的前一部分无需证明”，也就是说他已经先验性地认为静电力必然和万有引力类似，和电荷电量成正比。扭秤的基本构造为：一根水平悬于细金属丝的轻导线两端分别置有一个带电小球A和一个与之平衡的物体P，而在实验中在小球A的附近放置同样大小的带电小球B，两者的静电力会在轻导线上产生扭矩，从而使轻杆转动。通过校正悬丝上的旋钮可以将小球调回原先位置，则此时悬丝上的扭矩等于静电力产生的力矩。如此，两者之间的静电力可以通过测量这个扭矩、偏转角度和导线长度来求得。库仑的结论为：
|                                                              | ……对同样材料的金属导线而言，扭矩的大小正比于偏转角度，导线横截面直径的四次方，且反比于导线的长度…… |
| ——夏尔·奥古斯丁·库仑，《金属导线扭矩和弹性的理论和实验研究》 | |

库仑在其后的几年间也研究了磁偶极子之间的作用力，他也得出了磁力也具有平方反比律的结论。不过，他并未认识到静电力和静磁力之间有何内在联系，而且他一直将电力和磁力吸引和排斥的原因归结于假想的电流体和磁流体——具有正和负区别的，类似于“热质”一般的无质量物质。
静电力的平方反比律确定后，很多后续工作都是同万有引力做类比从而顺理成章的结果。1813年法国数学家、物理学家西莫恩·德尼·泊松指出拉普拉斯方程也适用于静电场，从而提出泊松方程；其他例子还包括静电场的格林函数（乔治·格林，1828年）和高斯定理（卡尔·高斯，1839年）。

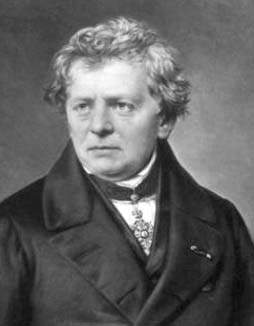
格奥尔格·欧姆

### 对稳恒电流的研究
十八世纪末，意大利生理学家路易吉·伽伐尼发现蛙腿肌肉接触金属刀片时会发生痉挛，他其后在论文中认为生物中存在着一种所谓“神经电流”。意大利物理学家亚历山德罗·伏打对这种观点并不赞同，他对这种现象进行研究后认为这不过是外部电流的作用，而蛙腿肌肉只是起到了导体的连接作用。1800年，伏打将锌片和铜片夹在用盐水浸湿的纸片中，得到了很强的电流，这称作伏打电堆；而将锌片和铜片浸入盐水或酸溶液中也能得到相同的效果，这称作伏打电池。伏打电堆和电池的发明为研究稳恒电流创造了条件。
1826年，德国物理学家格奥尔格·欧姆从傅立叶对热传导规律的研究中受到启发，在傅立叶的热传导理论中，导热杆中两点的热流量正比于这两点之间的温度差。因而欧姆猜想电传导与热传导相似，导线中两点之间的电流也正比于这两点间的某种驱动力（欧姆称之为电张力，即现在所称的电动势）。欧姆首先尝试用电流的热效应来测量电流强度，但效果不甚精确，后来欧姆利用了丹麦物理学家汉斯·奥斯特发现的电流的磁效应，结合库仑扭秤构造了一种新型的电流扭秤，让导线和连接的磁针平行放置，当导线中通过电流时，磁针的偏转角与导线中的电流成正比，即代表了电流的大小。欧姆测量得到的偏转角度（相当于电流强度）与电路中的两个物理量分别成正比和反比关系，这两个量实际相当于电动势和电阻。欧姆於1827年发表了他的著作《直流电路的数学研究》，明确了电路分析中电压、电流和电阻之间的关系，极大地影响了电流理论和应用的发展，在这本书中首次提出的电学定律也因此被命名为欧姆定律。
库仑发现了磁力和电力一样遵守平方反比律，但他没有进一步推测两者的内在联系，然而人们在自然界中观察到的电流的磁现象（如富兰克林在1751年发现放电能将钢针磁化）促使着人们不断地探索这种联系。首先发现这种联系的人是丹麦物理学家奥斯特，他本着这种信念进行了一系列有关的实验，最终於1820年发现接通电流的导线能对附近的磁针产生作用力，这种磁效应是沿着围绕导线的螺旋方向分布的。

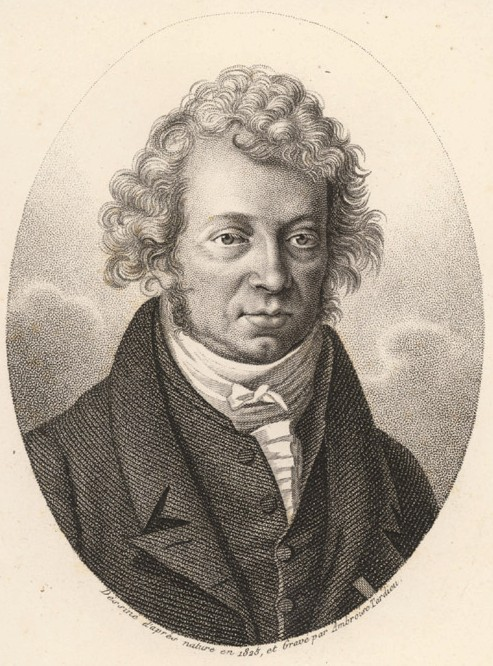
安德烈-玛丽·安培

### 安培的电磁学定理
在奥斯特发现电流的磁效应之后，法国物理学家让-巴蒂斯特·毕奥和费利克斯·萨伐尔进一步详细研究了载流直导线对周围磁针的作用力，并确定其磁力大小正比于电流强度，反比于距离，方向垂直于距离连线，这一规律被归纳为著名的毕奥-萨伐尔定律。而法国物理学家安德烈-玛丽·安培在奥斯特的发现仅一周之后（1820年9月）就向法国科学院提交了一份更详细的论证报告，同时还论述了两根平行载流直导线之间磁效应产生的吸引力和排斥力。在这期间安培进行了四个实验，分别验证了两根平行载流直导线之间作用力方向与电流方向的关系、磁力的矢量性、确定了磁力的方向垂直于载流导体以及作用力大小与电流强度和距离的关系。安培并且在数学上对作用力进行了推导，得到了普遍的安培力公式，这一公式在形式上类似于万有引力定律和库仑定律。1821年，安培从电流的磁效应出发，设想了磁效应的本质正是电流产生的，从而提出了分子环流假说，认为磁体内部分子形成的环形电流就相当于一根根磁针。1826年，安培从斯托克斯定理推导得到了著名的安培环路定理，证明了磁场沿包围产生其电流的闭合路径的曲线积分等于其电流密度，这一定理成为了麦克斯韦方程组的基本方程之一。安培的工作揭示了电磁现象的内在联系，将电磁学研究真正数学化，成为物理学中又一大理论体系——电动力学的基础。麦克斯韦称安培的工作是“科学史上最辉煌的成就之一”，后人称安培为“电学中的牛顿”。

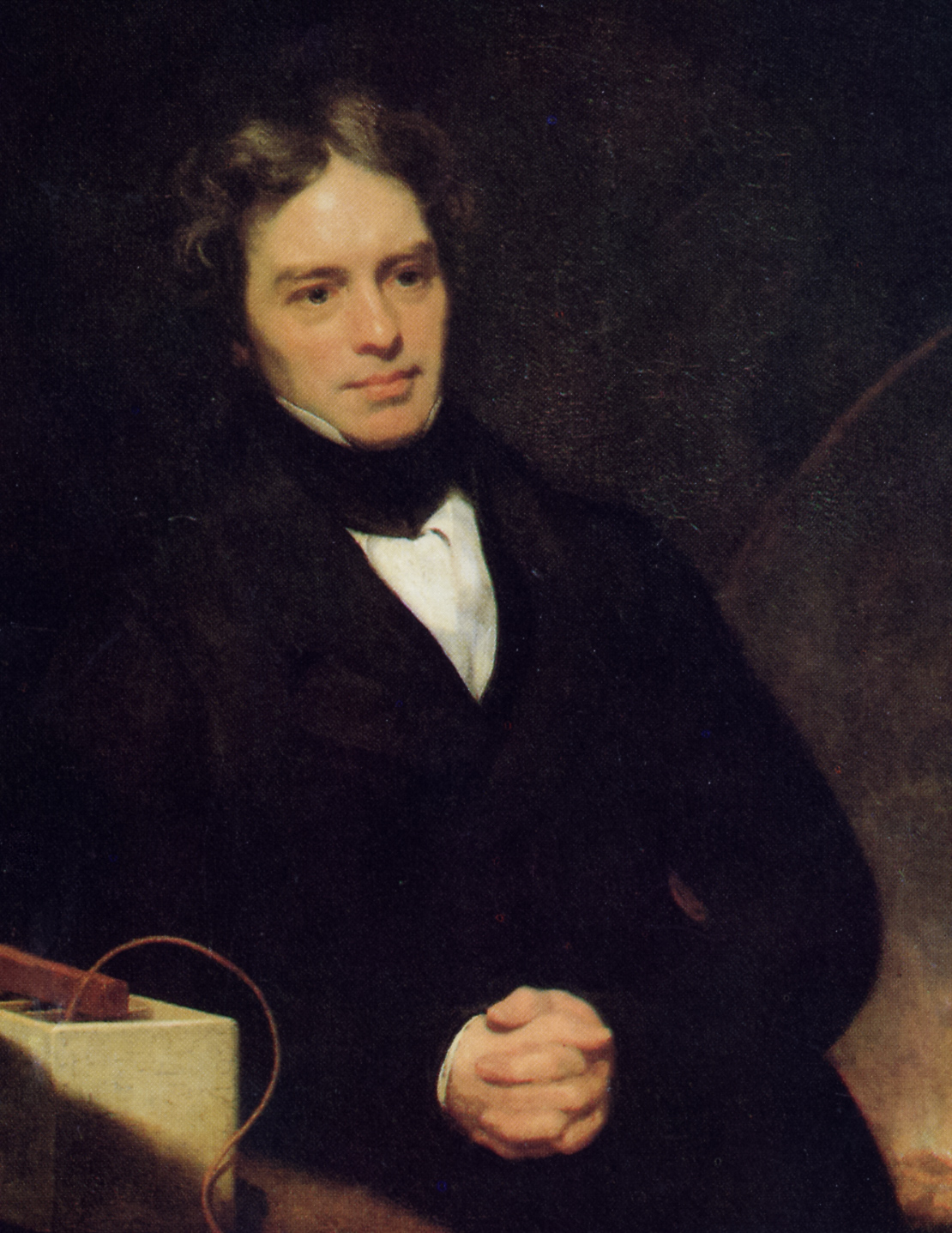
迈克尔·法拉第

### 电磁感应现象
英国物理学家迈克尔·法拉第早年跟随化学家汉弗里·戴维从事化学研究，他对电磁学的贡献还包括抗磁性的发现、电解定律和磁场的旋光性（法拉第效应）。

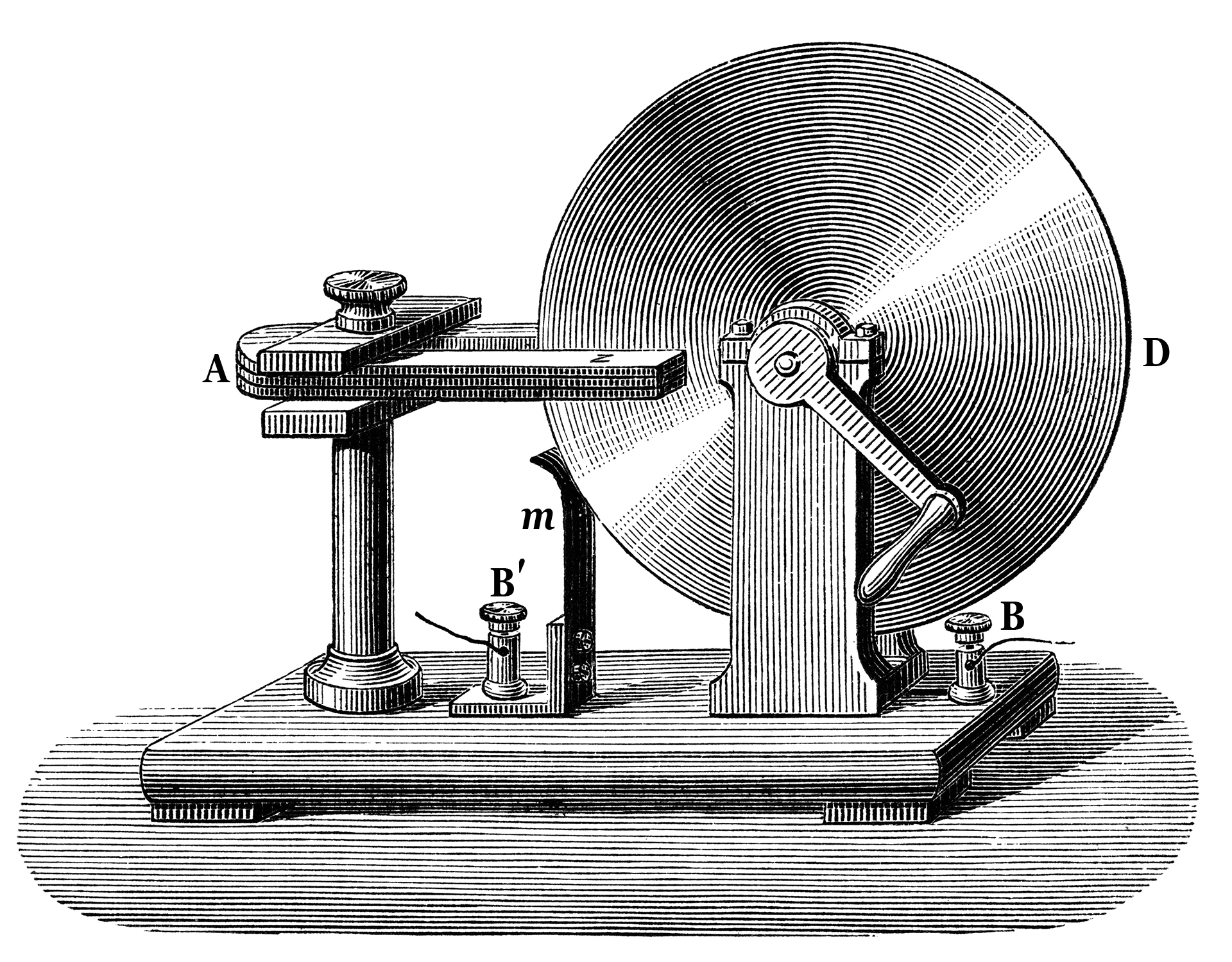
法拉第设计的圆盘式发电机

在奥斯特发现电流的磁效应之后的1821年，英国《哲学学报》邀请当时担任英国皇家研究所实验室主任的法拉第撰写一篇电磁学的综述，这也导致了法拉第转向电磁领域的研究工作。法拉第考虑了奥斯特的发现，也出于他同样认为自然界的各种力能够相互转化的信念，他猜想电流应当也如磁体一般，能够在周围感应出电流。从1824年起，法拉第进行了一系列相关实验试图寻找导体中的感应电流，然而始终未获成功。直到1831年8月29日，他在实验中发现对于两个相邻的线圈A和B，只有当接通或断开线圈回路A时，线圈B附近的磁针才会产生反应，也就是此时线圈B中产生了电流。如果维持线圈A的接通状态，则线圈B中不会产生电流，法拉第意识到这是一种瞬态效应。一个月后，法拉第向英国皇家学会总结了他的实验结果，他发现产生感应电流的情况包括五类：变化中的电流、变化中的磁场、运动的稳恒电流、运动的磁体和运动的导线。法拉第电磁感应定律从而表述为：任何封闭电路中感应电动势的大小，等于穿过这一电路磁通量的变化率。不过此时的法拉第电磁感应定律仍然是一条观察性的实验定律，确定感应电动势和感应电流方向的是俄国物理学家海因里希·楞次，他于1833年总结出了著名的楞次定律。法拉第定律后来被纳入麦克斯韦的电磁场理论，从而具有了更简洁更深刻的意义。
法拉第另一个重要的贡献是创立了力线和场的概念，力线实际是否认了超距作用的存在，这些思想成为了麦克斯韦电磁场理论的基础。爱因斯坦称其为“物理学中引入了新的、革命性的观念，它们打开了一条通往新的哲学观点的道路”，意为场论的观念是有别于旧的机械观中以物质为主导核心的哲学观念。

### 麦克斯韦电磁场理论

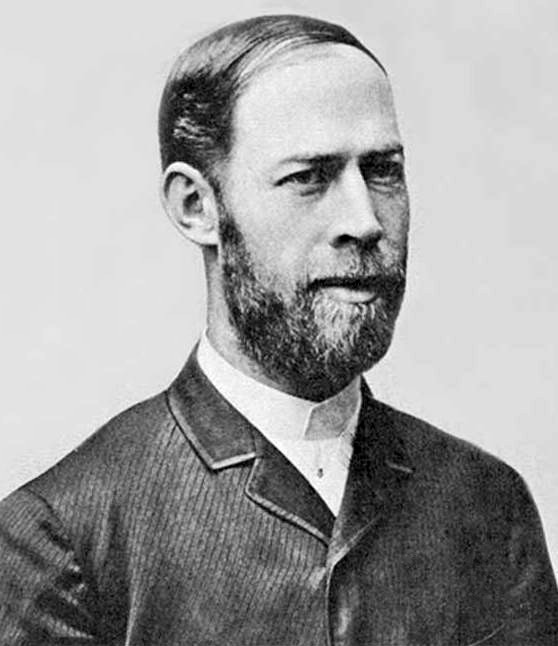
海因里希·鲁道夫·赫兹

詹姆斯·克拉克·麦克斯韦对电磁理论的贡献是里程碑式的。麦克斯韦自1855年开始研究电磁学，1856年他发表了首篇专论《论法拉第力线》，其中描述了如何类比流体力学中的流线和法拉第的力线，并用自己强大的数学功底重新描述了法拉第的实验观测结果，这部分内容被麦克斯韦用六条数学定律概括。1861年至1862年间，麦克斯韦发表了第二篇电磁学论文《论物理力线》，在这篇论文中麦克斯韦尝试了所谓“分子涡流”模型，他假设在磁场作用下的介质中存在大量排列的分子涡流，这些涡流沿磁力线旋转，且角速度正比于磁场强度，分子涡流密度正比于介质磁导率。这一模型能很好地通过近距作用之说来解释静电和静磁作用，以及变化的电场与磁场的关系。更重要的是，它预言了在电场作用下的分子涡流会产生位移，从而以势能的形式储存在介质中，这相当于在介质中产生了电动势，这成为了麦克斯韦预言位移电流存在的理论基础。此外，将这种介质理论应用到弹性波上，可以计算求得在真空或以太中横波的传播速度恰好和当时已知的光速（斐索，1849年）非常接近，麦克斯韦由此大胆预言：
|                                          | 我们难以排除如下的推论：光是由引起电现象和磁现象的同一介质中的横波组成的。 |
| ——詹姆斯·克拉克·麦克斯韦，《论物理力线》 |                                                                            |

1865年麦克斯韦发表了他的第三篇论文《电磁场的动力学理论》，在论文中他坚持了电磁场是一种近距作用的观点，指出“电磁场是包含和围绕着处于电或磁状态的物体的那部分空间，它可能充有任何一种物质”。在此麦克斯韦提出了电磁场的方程组，一共包含有20个方程（电位移、磁场力、电流、电动势、电弹性、电阻、自由电荷和连续性方程）和20个变量（电磁动量、磁场强度、电动热、传导电流、电位移、全电流、自由电荷电量、电势）。这实际是8个方程，但到1890年才由海因里希·鲁道夫·赫兹给出了现代通用的形式，这是赫兹在考虑了阿尔伯特·迈克耳孙在1881年的实验（也是迈克耳孙-莫雷实验的先行实验）中得到了以太漂移的零结果后对麦克斯韦的方程组进行的修改。1887年至1888年间，赫兹通过他制作的半波长偶极子天线成功接收到了麦克斯韦预言的电磁波，电磁波是相互垂直的电场和磁场在垂直于传播方向的平面上的振动，同时赫兹还测定了电磁波的速度等于光速。赫兹实验证实电磁波的存在是物理学理论的一个重要胜利，同时也标志着一种基于场论的更基础的物理学即将诞生。爱因斯坦盛赞法拉第、麦克斯韦和赫兹的工作是“牛顿力学以来物理学中最伟大的变革”，而“这次革命的最大部分出自麦克斯韦”。

## 国际单位制电磁学单位
| 国际单位制电磁学单位 | 国际单位制电磁学单位 | 国际单位制电磁学单位 | 国际单位制电磁学单位         | 国际单位制电磁学单位   |
| 符号                 | 名称                 | 单位                 | 量纲                         | 物理量                 |
| -------------------- | -------------------- | -------------------- | ---------------------------- | ---------------------- |
| I                    | 安培                 | A                    | A (= W/V = C/s)              | 电流                   |
| H                    | 安培每米             | A/m                  | m−1·A                        | 磁场强度               |
| Q                    |                      | C                    | A·s                          | 电荷量                 |
| V                    | 伏特                 | V                    | J/C = kg·m2·s−3·A−1          | 电压                   |
| E                    | 伏特每米             | V/m                  | kg·m1·s−3·A−1                | 電場強度               |
| R; Z; X              | 欧姆                 | Ω                    | V/A = kg·m2·s−3·A−2          | 电阻、阻抗、电抗       |
| ρ                    | 欧姆米               | Ω·m                  | kg·m3·s−3·A−2                | 电阻率                 |
| P                    | 瓦特                 | W                    | V·A = kg·m2·s−3              | 電功率                 |
| C                    | 法拉                 | F                    | C/V = kg−1·m−2·A2·s4         | 电容                   |
| ε0                   | 法拉每米             | F/m                  | kg−1·m−3·A2·s4               | 电容率、介電常數       |
|                      | 反法拉               | F−1                  | kg1·m2·A−2·s−4               | 電彈性                 |
| G; Y; B              | 西门子               | S                    | Ω−1 = kg−1·m−2·s3·A2         | 电导, 导纳, 电纳       |
| κ, γ, σ              | 西门子每米           | S/m                  | kg−1·m−3·s3·A2               | 电导率                 |
| Φ                    | 韦伯                 | Wb                   | V·s = kg·m2·s−2·A−1          | 磁通量                 |
| B                    | 特斯拉               | T                    | Wb/m2 = kg·s−2·A−1           | 磁通量密度、磁感应强度 |
| R                    | 安培每韦伯           | A/Wb                 | kg−1·m−2·s2·A2               | 磁阻                   |
| L, M                 | 亨利                 | H                    | Wb/A = V·s/A = kg·m2·s−2·A−2 | 電感、自感             |
| μ                    | 亨利每米             | H/m                  | kg·m·s−2·A−2                 | 磁导率                 |
| 编辑                 |                      |                      |                              |                        |